# 恒吉法海
恒吉 法海（つねよし のりみ、1947年11月5日 - ）は、日本のドイツ文学者、九州大学名誉教授。
鹿児島県串木野市出身。1971年東京大学文学部独文科卒、73年同大学院修士課程修了、岡山大学教養部助手、74年講師、1981年九州大学教養部助教授、88年同言語文化部助教授、92年教授、言語文化研究院教授。2012年定年、名誉教授。1997年、ジャン・パウル『ヘスペルスあるいは四十五の犬の郵便日』で日本翻訳文化賞受賞。

## 著書
- 『ジャン・パウルノート 自我の謎と解明』九州大学出版会 1984
- 『続ジャン・パウルノート』九州大学出版会 2003

### 翻訳
- ジャン・パウル『レヴァーナ あるいは教育論』九州大学出版会 1992
- ジャン・パウル『ヘスペルス あるいは四十五の犬の郵便日』九州大学出版会 1997
- ギュンター・デ・ブロイン『ジャン・パウルの生涯』九州大学出版会 1998
- ジャン・パウル『生意気盛り』九州大学出版会 1999
- ジャン・パウル『ジーベンケース』嶋崎順子共訳 九州大学出版会 2000
- ジャン・パウル『彗星』九州大学出版会 2002
- 『ジャン・パウル中短編集 1』九州大学出版会 2005
- 『ジャン・パウル中短編集 2』嶋崎順子,藤瀬久美子共訳 九州大学出版会 2007
- ヘルマン・グラーザー,ヨーハン・シュレンク『ジャン・パウル エッセンス』藤瀬久美子共訳 同学社 2012

## 論文
- ＜恒吉法海